# Taxithelium mundulum
Taxithelium mundulum är en bladmossart som beskrevs av Edwin Bunting Bartram 1933. Taxithelium mundulum ingår i släktet Taxithelium och familjen Sematophyllaceae. Inga underarter finns listade i Catalogue of Life.